# Koloss
Albums de Meshuggah
obZen
(2008) The Violent Sleep of Reason
(2016)
Singles
1. I Am Colossus[1]
Sortie : 21 mars 2012

Koloss (littéralement Colosse) est le septième album studio du groupe de metal extrême suédois Meshuggah sorti le 23 mars 2012 en Allemagne, le 26 dans le reste de l'Europe et le 27 en Amérique du Nord, sur le label Nuclear Blast,.
L'album se vend à 18 342 copies la semaine de sa sortie en Amérique du Nord et débute à la 17e place du Billboard 200, constituant ainsi un record dans la discographie du groupe et dans celle du label Nuclear Blast,. Il bénéficie de l'engouement suscité par son prédécesseur, obZen, qui s'est vendu à plus de 50 000 copies aux États-Unis en seulement six mois. Lyriquement, l'album est centré autour du thème de la religion et son influence sur la société actuelle.

## Genèse

### Contexte
Meshuggah est fondé en 1987 à Umeå en Suède. Le groupe attire l'attention internationale en 1995 avec la sortie de son deuxième album, Destroy Erase Improve. Le groupe est à l'époque novateur, fusionnant les tempos rapides du death metal, du thrash metal et du metal progressif avec des éléments de jazz fusion. Il franchit un second cap en 2008 avec la sortie de son sixième album, obZen, qui s'écoule à plus de 50 000 copies vendues rien qu'aux États-Unis. Cet album est aussi l’occasion pour Meshuggah de partir à bord de sa première tournée mondiale en tête d'affiche, le obZen Tour. Le groupe a auparavant tourné avec d'autres groupes de renom comme Slayer, Tool ou Machine Head. Avant de sortir ce septième album, Meshuggah jouit donc déjà d'une notoriété importante dans le monde du metal.

### Écriture et enregistrement
Le groupe commence l'enregistrement de l'album à la fin de l'année 2011. Leur studio d'enregistrement est encore une fois le Fear & Loathing de Spånga, dans la banlieue de Stockholm en Suède. Pour écrire cet album, le groupe, après s'être essayé à de nouvelles méthodes, dont notamment celle de composer tous ensemble en studio, décide finalement de réemployer sa méthode traditionnelle : chaque membre du groupe travaille de son côté, des fois même à la maison, et c'est uniquement après que s'échangent les idées avec le reste du groupe. Jens Kidman précise aussi que le groupe ne s'impose pas de plan prédéfini, ils sont libres de faire ce qu'ils souhaitent, tant que cela sonne bien. En studio, le groupe n'utilise pas d'ampli traditionnel, mais se sert du logiciel Cubase, que Fredrik Thordendal qualifie de plus complet et plus simple d'utilisation. Une telle approche permet aussi au groupe de passer moins de temps à paramétrer l'ampli et plus à discuter des morceaux. L'album est ensuite mixé au studio Dugout à Uppsala par Daniel Bergstrand, qui a aussi mixé Destroy Erase Improve et Chaosphere. Il est mastérisé au Mastering Room à Göteborg par Göran Finnberg,, et est officiellement terminé le 18 décembre 2011.

## Caractéristiques artistiques

### Liste des titres
| 1.    | I Am Colossus                                 | Tomas Haake    | Mårten Hagström, Fredrik Thordendal | 4:43 |
| 2.    | The Demon’s Name Is Surveillance              | Haake          | Thordendal                          | 4:39 |
| 3.    | Do Not Look Down                              | Haake          | Haake, Hagström, Thordendal         | 4:44 |
| 4.    | Behind the Sun                                | Haake          | Jens Kidman                         | 6:14 |
| 5.    | The Hurt That Finds You First                 | Hagström       | Hagström                            | 5:33 |
| 6.    | Marrow                                        | Haake          | Haake, Hagström, Thordendal         | 5:35 |
| 7.    | Break Those Bones Whose Sinews Gave It Motion | Haake          | Hagström                            | 6:53 |
| 8.    | Swarm                                         | Haake          | Haake, Hagström, Thordendal         | 5:26 |
| 9.    | Demiurge                                      | Hagström       | Hagström                            | 6:12 |
| 10.   | The Last Vigil                                | (instrumental) | Hagström                            | 4:32 |
| 54:31 |                                               |                |                                     |      |

DVD bonus de l'édition Digipak,,, :
| 1.    | Konstrukting the Koloss (Making-of de l'album) | 25:14 |
| 2.    | Meshuggah in India                             | 26:25 |
| 51:39 |                                                |       |

### Thèmes abordés et composition
Le thème le plus récurrent de l'album est la religion et son aspect nocif sur la société. Dans une interview sur la chaîne YouTube du Soundwave Festival, Tomas Haake précise qu'il s'inspire de faits récents, notamment de ce qui se passe au Moyen-Orient ou en Corée du Nord, où un seul homme a le pouvoir et soumet tous les autres, ce qui le transforme en dieu. Il cite aussi le philosophe et auteur Christopher Hitchens comme principale influence de l'album, en particulier son livre Dieu n'est pas grand, que Haake avoue avoir lu deux fois de suite tellement il y a trouvé d'informations.
En termes de composition musicale, il raconte dans une interview accordée à Google que ce n'est pas forcément lui qui compose les parties de batterie. Il déclare : « 90 % du temps, la personne qui compose le morceau compose aussi les parties de batterie. Moi, je n'ai qu'à rejouer ce qui a été programmé en démo. Cela fait qu'au final je ne crée qu'un très léger pourcentage des partitions de batterie ». Pour les paroles, il dit que lui et Jens se basent d'abord sur les "sensations" qu'ils reçoivent de chaque morceau puis qu'ils se mettent ensuite d'accord sur les paroles qu'ils y intègrent. Il trouve que cette manière de fonctionner leur réussit.

## Réception

### Critiques
L'album a été accueilli très positivement par la majorité des critiques. Kit Brown du magazine Metal Injection en dit « Même si cela fait quatre ans que leur album précédent, obZen, est sorti, Meshuggah n'a rien perdu de sa vélocité et de sa créativité et reste le meilleur des groupes de la catégorie guitares 8 cordes ». Il qualifie l'album de « Melting pot du catalogue de Meshuggah » car d'après lui, les différentes facettes du groupe y sont bien représentées. Il termine sa critique sur : « C'est sans aucun doute l'un des albums de metal de l'année, seuls les autres chefs-d’œuvre Nothing (2002) et Catch Thirtythree (2005) le surpassent. Koloss montre vraiment à quel point le groupe a été consistent ces dernières années ».
Axl Rosenberg de MetalSucks commence sa critique en parlant du nouveau genre émergeant de la scène metal, le djent, qu'il dit avoir été grossièrement créé par Meshuggah. Il va même jusqu'à qualifier le mot « djent » de « terme stupide voulant dire "sonne comme Meshuggah" ». Il ajoute « Je ne sais pas si Koloss est le meilleur album de Meshuggah, mais c'est de loin le plus fun, et un très bon prétendant au titre d'album de l'année 2012. Pour être franc, je ne me rappelle pas avoir entendu un album du groupe aussi accessible que celui-là. (...) L'album sonne, en tout point, comme du Meshuggah ». Il résume « Pour faire simple, Koloss est tout ce qu'il est censé être - une friandise pour un vieux de la vieille comme moi et un manuel pour les plus jeunes qui viennent de découvrir ce style musical. Après tout, les élèves n'ont pas encore surpassé les maîtres ».
Kory Grow de Spin quant à lui, déclare « Un morceau type de ces extrémistes de suédois sonne comme la combinaison de 30 secondes de l'album Reign in Blood de Slayer, une minute de musique du compositeur Krysztof Penderecki et la batterie de free jazz la plus cacophonique qu'il soit, qu'on aurait ensuite séparée en 1 000 morceaux avant de les recoller ensemble. (...) C'est comme si Metallica se séparait de l'aspect progressif d'...and Justice for All et le remplaçait par la force brute du Black Album. L'imprévisibilité, leur marque de fabrique depuis plus de 25 ans, est ce qui leur permet de rester à l'avant garde du metal. C'est aussi ce qui fait de Koloss le premier vrai candidat du genre au titre d'album de l'année. (...) Pendant que les jeunes groupes passent au crible leur côté djent, ils sont occupés à expérimenter avec les textures, les dissonances et les grooves qui influenceront peut-être encore une tout autre génération ».

### Classement hebdomadaire
L'album débute à la 17e place du Billboard 200, ce qui est à la fois une première pour le groupe et une première pour le label Nuclear Blast. C'est aussi le premier album de Meshuggah à entrer dans les charts allemands,.
| Classement                         | Meilleure position |
| ---------------------------------- | ------------------ |
| Allemagne (Media Control AG)       | 48                 |
| Australie (ARIA)                   | 36                 |
| Autriche (Ö3 Austria Top 40)       | 46                 |
| Belgique (Wallonie Ultratop)       | 89                 |
| Canada (Canadian Albums)           | 24                 |
| États-Unis (Billboard 200)         | 17                 |
| États-Unis (Hard Rock Albums)      | 3                  |
| États-Unis (Top Rock Albums)       | 9                  |
| Finlande (Suomen virallinen lista) | 7                  |
| France (SNEP)                      | 120                |
| Norvège (VG-lista)                 | 19                 |
| Royaume-Uni (UK Albums Chart)      | 93                 |
| Suède (Sverigetopplistan)          | 12                 |
| Suisse (Schweizer Hitparade)       | 39                 |

## Crédits

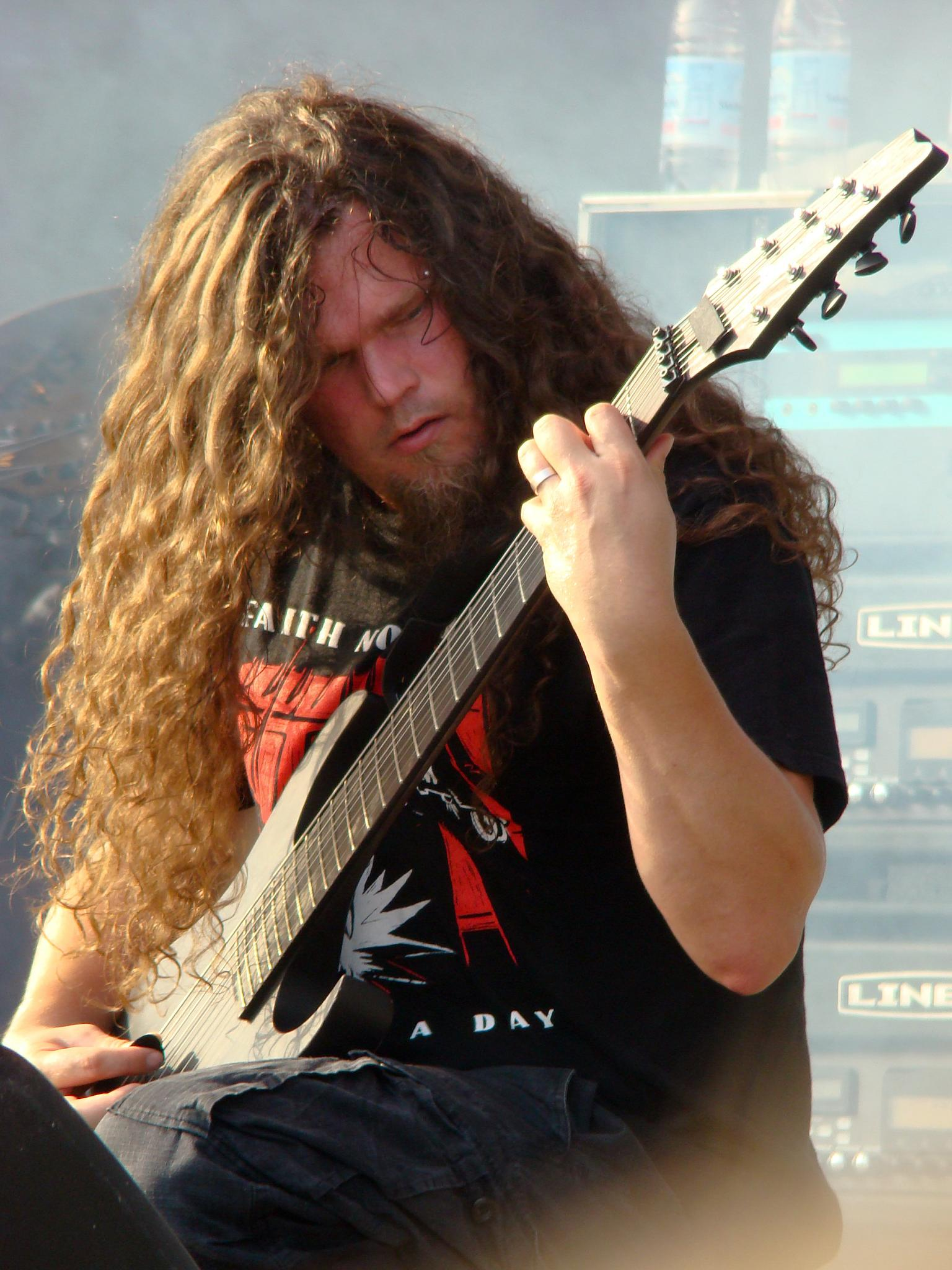
Mårten Hagström, guitariste du groupe

### Composition du groupe
- Jens Kidman – Chant et guitare.
- Fredrik Thordendal - Guitare solo, chœurs, clavier et ingénierie du son.
- Tomas Haake - Batterie et spoken word.
- Mårten Hagström – Guitare rythmique et chœurs.
- Dick Lövgren - Basse.

### Membres additionnels
- Daniel Bergstrand - Mixage audio.
- Göran Finnberg - Mastering.
- Luminokaya - Artwork.
- Anders Björler - Réalisation et montage vidéo (DVD)[3].
- Owe Lingvall - Réalisation et montage vidéo (DVD)[2],[9],[10].